# Harold Little
Harold Little   (London, 27 de juliol de 1893 - valor desconegut, 1958) fou un remer canadenc que va competir durant la dècada de 1920.
El 1924 va prendre part en els Jocs Olímpics de París, on guanyà la medalla de plata en la prova del vuit amb timoner del programa de rem.